# MCMLXXXV
MCMLXXXV è il secondo album in studio del gruppo musicale statunitense Rufio, pubblicato nel febbraio 2003. Il titolo dell'album, in numeri romani, indica l'anno 1985.

## Descrizione
L'album, pubblicato dalla Nitro Records, è stato prodotto e mixato da Nick Rasculinecz e registrato presso la Grandmaster Recorders a Hollywood in California.

## Tracce
1. Countdown – 3:13
2. White Lights – 2:42
3. Science Fiction – 3:04
4. Why Wait? – 3:12
5. We Exist – 2:09
6. Follow Me – 3:32
7. Control – 3:56
8. Set It Off – 3:00
9. Decency – 2:55
10. Pirate – 2:44
11. Goodbye – 1:53
12. Over It – 3:36

Durata totale: 35:56

## Formazione
- Scott Sellers - voce e chitarra
- Clark Domae - chitarra e voce
- Mike Jimenez - batteria
- Jon Berry - basso e voce